# Shyb

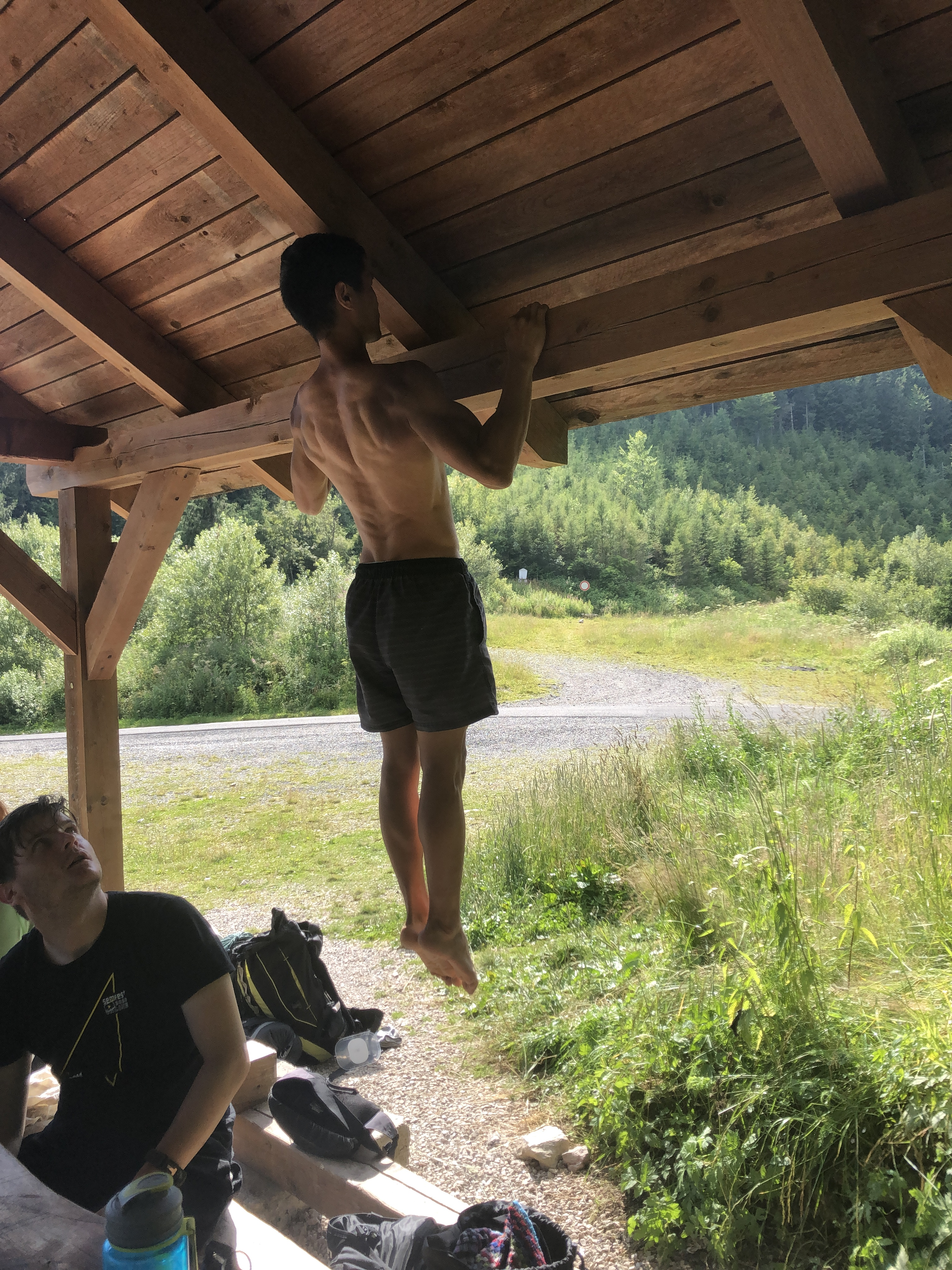
Horní pozice shybu na dřevěném trámu

Shyb je základní cvik z řady cviků na posilování s vlastní vahou těla. Základním předpokladem pro jeho provedení je hrazda, popř. její improvizace (větev stromu). Provedení shybu spočívá v přitáhnutí se rukama z volného visu na hrazdě nahoru tak, aby se dostala brada nad úroveň hrazdy. Shyby jsou na techniku provedení poměrně jednoduché cviky, avšak vyžadují již jistou míru silové zdatnosti - často se stává, že začátečník není schopen udělat ani jeden shyb. V takovém případě se doporučuje začít s jednoduššími variantami shybů (např. použít dopomoc protizávaží). Světový rekordman je Jan Kareš.
Při shybování jsou posilovány bicepsy, rombické svaly a především široký sval zádový. Míra zapojení určitých svalových partií závisí na způsobu provedení shybu, zejména pak na úchopu hrazdy.

## Provedení
Výchozí pozice při provádění klasického shybu spočívá v pověšení se na hrazdu tak, že tělo visí rovně dolů a ruce jsou propnuté. Při držení hrazdy lze použít podhmatu či nadhmatu s různou šířkou úchopu. Samotné provedení spočívá v přitáhnutí celého těla tak vysoko, dokud se neocitne brada nad hrazdou. Z této polohy se po stejné dráze tělo spouští zpět dolů až do propnutých paží. Při přitahování je nutné vydechovat, při pohybu zpět dolů nadechovat. Za striktně provedený shyb se považuje pouze ten, u kterého jsou k pohybu použity pouze svaly horní poloviny těla, bez jakékoliv dopomoci švihnutím nohou apod.
Varianta úchopu hrazdy má vliv jak na zapojení různých svalových skupin, tak na náročnost cviku. Úzký úchop podhmatem zapojuje nejvíce bicepsové svaly, široké uchopení hrazdy nadhmatem (obecně považováno za mírně náročnější variantu) znamená mnohem větší míru zapojení svalů zádových.

## Varianty shybů
| Ukázka                                 | Varianta |
| -------------------------------------- | --- |
| A standard pull-up                     | Klasický shyb Nejznámější varianta shybu. Provedení popsáno výše. |
| Animation of a behind-the-neck pull-up | Shyb s širokým úchopem za hlavu Varianta velmi podobná klasickému shybu, pouze s tím rozdílem, že hlava jde při pohybu nahoru před hrazdu. Tento cvik ještě více posiluje horní část zádových svalů. |
| Animation of a muscle-up               | Muscle-up Muscle-up (český výraz je vzpor) je varianta shybu, při které se tělo při pohybu nahoru nezastaví s bradou v úrovni hrazdy, ale pokračuje až nad hrazdu. Toto už je velmi náročná varianta. Lze ji provádět jednak švihem, kdy se pro pohyb otočení rukou o 180 stupňů využívá zejména výbušné síly ze začátku pohybu a následně získané větší hybnosti, jednak tahem, kdy se použije mírně odlišného úchopu hrazdy a pohyb nahoru je zajištěn pouze silovým potenciálem rukou. |
| Animation of a one arm pull-up         | Shyb jednou rukou Nejtěžší varianta shybu. Provádí se uchopením hrazdy a přitažením se pouze jednou rukou. Druhá ruka žádným způsobem nepomáhá v pohybu nahoru. |

## Jak začít?
Shyby jsou výborným cvikem i pro začátečníky, ovšem jak na to? Rozhodně byste měli dbát na techniku a proto je lepší si ze začátku dopomoci pomocí několika různých technik.

### 1) Lavička
Lavičku umistěte pod hrazdu. Stoupněte si na ni a zavěste se. Při shybu si pomáhejte jednou nebo oběma nohama při pohybu nahoru.

### 2) Negativní shyb
Vynechejte čas přítahu. Naskočte ke hrazdě a pomalu (kolem 10 sekund) se spouštějte dolů až do napnutých rukou.

### 3) Stabilizace v přítahu
Podobně jako v negativním shybu vynechejte čas přítahu. Naskočte ke hrazdě a zůstaňte nahoře, jak dlouho vám to jen půjde.

### 4) Protikladka
Protikladka je speciální stroj na shyby. Spočívá v tom, že si se zavážím pomůžete, protože na rozdíl od klasické kladky vám takhle umožní si váhu ubrat. Stroje jsou různé, většinou si můžete měnit váhu po 5 kg. Čím více kilo si dáte, tím je shyb lehčí. Začátečníkům se doporučuje počáteční váha o 10 kg méně, než vlastní váha.
Existují i další možnosti, jak se dopracovat ke shybu. Jedno mají ovšem společné - zvládne je i dítě (je velmi vhodným cvikem ve věku kolem 15 let - bez zátěže navíc!) i naprostý začátečník, proto nevynechávejte tento cvik ze svého posilování. Uvidíte, že již po pár týdnech se budete rapidně zlepšovat.

## Rekordy
Soutěž ve shybování bývá častou zábavou mužů i žen, také Guinnessova kniha rekordů eviduje mimo jiné několik rekordů v maximálním počtu opakování shybů na jeden zátah, nebo za 12 a 24 hodin. Několikanásobným světovým rekordmanem je také český trenér Jan Kareš (1198 shybů za hodinu)